# 캐스트리스구

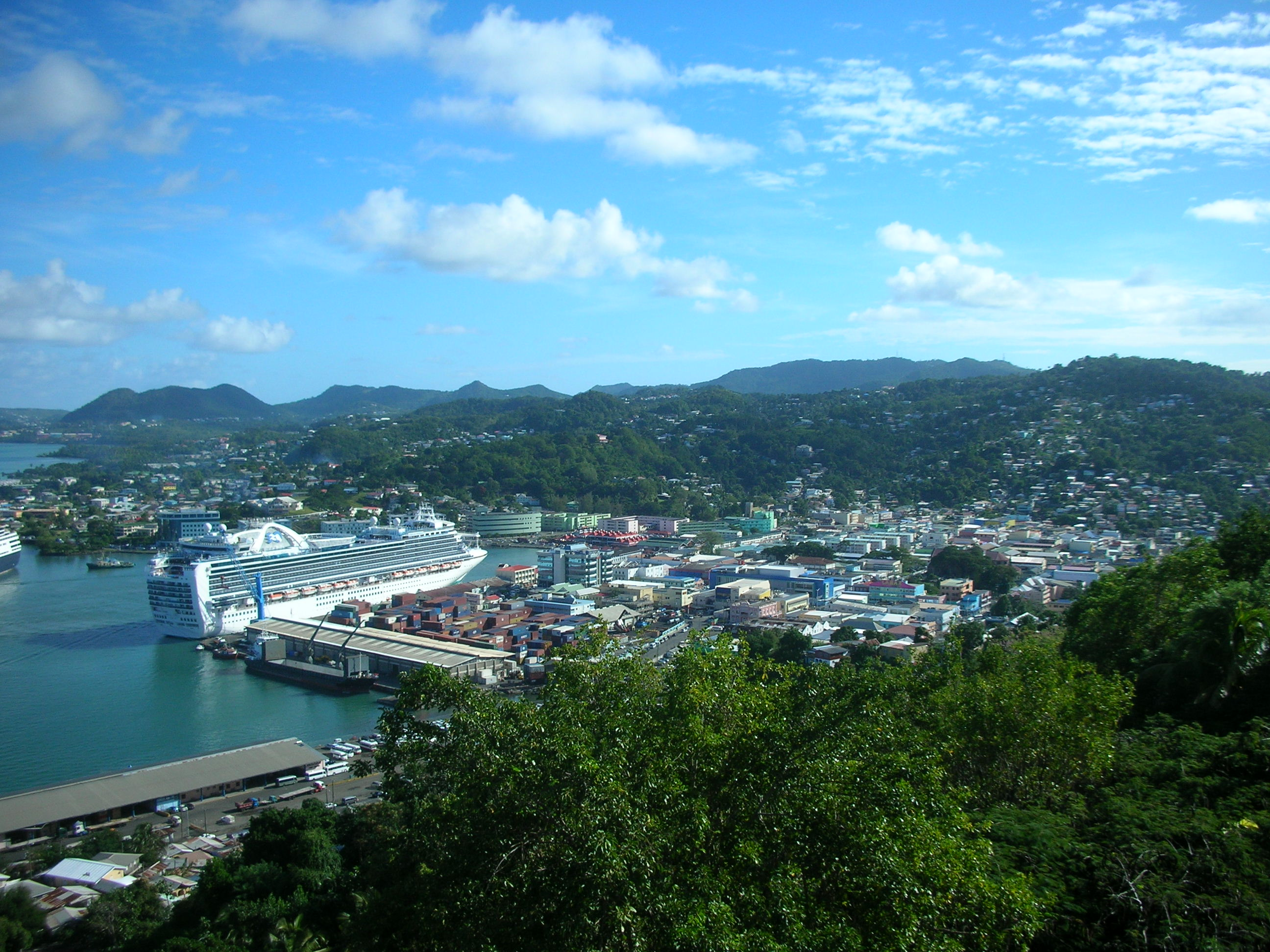
캐스트리스 항

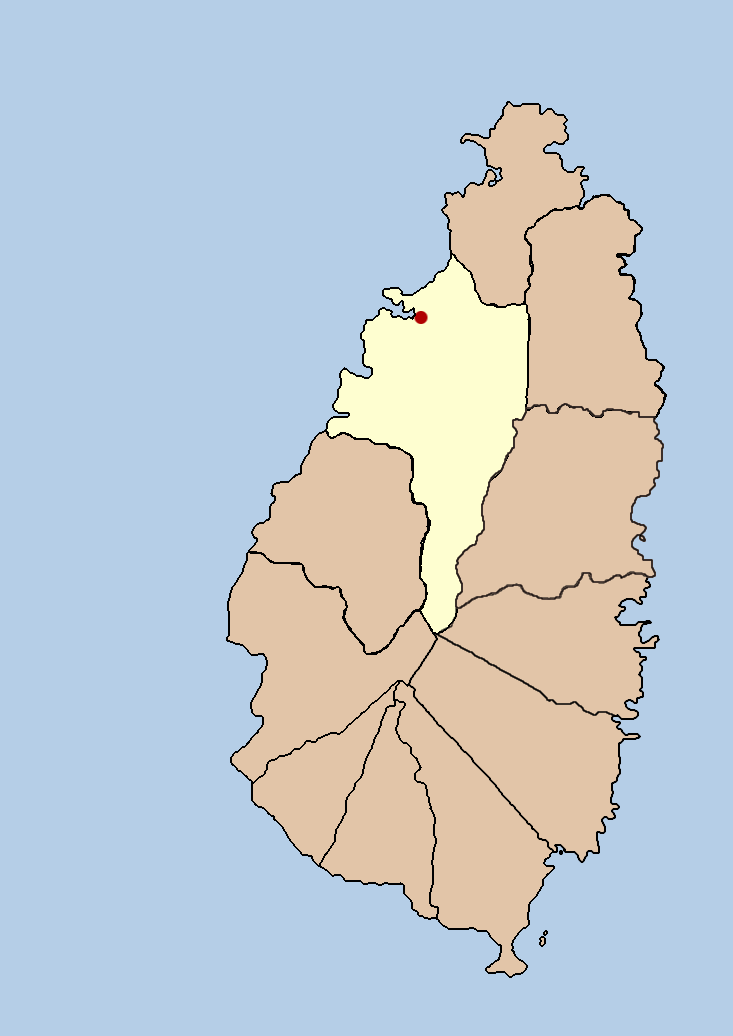
캐스트리스 구의 위치

캐스트리스구(영어: Castries Quarter)는 세인트루시아 북서부에 위치한 구로 면적은 79km2, 인구는 61,341명(2001년 기준)이다. 세인트루시아의 수도인 캐스트리스가 위치한다.